# Mogapi
Mogapi è un villaggio del Botswana situato nel distretto Centrale, sottodistretto di Serowe Palapye. Il villaggio, secondo il censimento del 2011, conta 1.939 abitanti.

## Località
Nel territorio del villaggio sono presenti le seguenti 17 località:
- Kgophathathe di 100 abitanti,
- Marutujwe di 33 abitanti,
- Matlane di 3 abitanti,
- Mojemane di 22 abitanti,
- Mokgacha-wa-Dinama 1 di 44 abitanti,
- Mokgacha-wa-Dinama 2 di 21 abitanti,
- Mosatse di 28 abitanti,
- Nkgobotlwane,
- Nkutswaotswe di 9 abitanti,
- Ramosasi,
- Raphusu di 10 abitanti,
- Selophale di 45 abitanti,
- Seokeng di 108 abitanti,
- Setshweu di 21 abitanti,
- Sotoma,
- Thakadiawa di 26 abitanti,
- Tshokana di 9 abitanti